# AraAppaloosa
El AraAppaloosa es una raza de caballo formada por el cruce del caballo árabe con el caballo Appaloosa. 
El aspecto exterior combina las formas refinadas de la raza árabe con el pelaje leopardo de los Appaloosa. Son caballos muy resistentes que resultan muy adecuados para raids, como caballos vaqueros y para concursos en pista. 
La organización responsable de la raza es la AraAppaloosa and Foundation Breeders' International (AAFB).

## Historia
Los caballos Appaloosa originales, tal como los criaban los Nez percé y antes de recibir el nombre actual, eran caballos con un tipo muy característico y refinado. El fundador del registro Appaloosa, Claude Thompson, empleó los caballos árabes para mejorar algunos detalles de la cabaña inicial formada a partir de caballos recuperados. Los descendientes formaron la línea de los caballos Appaloosa "fundadores". Posteriormente, al ser un registro abierto, la mayoría de los caballos Appaloosa cambiaron el tipo original por un aspecto de Quarter horse.
La asociación AAFB considera que la raza AraAppaloosa es un intento de preservar o recrear los tipos de caballos criados por Nez percé en los siglos XVIII y XIX.

## Características
El pelaje de los AraAppaloosa es leopardo o pecoso. La altura varía entre 142 y 152 cm. El tipo es muy parecido al del caballo árabe, con una cabeza pequeña y refinada, la cola es alterosa y los movimientos son elegantes. Comparado con un caballo Appaloosa del tipo Quarter horse, el caballo AraAppaloosa es más ligero y refinado.